# دالیبور دودر
دالیبور دودر (سیریلیک صربی: Далибор Додер؛ زادهٔ ۲۴ مهٔ ۱۹۷۹) بازیکن هندبال اهل سوئد است.